# Брахма Кумарис
Всемирный духовный университет «Брахма Кумарис» (сокр. БКВДУ или ВДУПБК, англ. Brahma Kumaris World Spiritual University (BKWSU), хинди प्रजापिता ब्रह्माकुमारी ईश्वरीय विश्वविद्यालय IAST: prajāpitā brahmākumārī īshvarīya vishvavidyālaya, ранее «Ом Мандали») — неоиндуистское монашеское отшельническое монотеистическое милленаристское новое религиозное движение, практикующее медиумизм, медитацию и упрощённую раджа-йогу.
«Ом Мандали» была основана Лекхраджом Кхубчандом Крипалани в 1936 году в Хайдарабаде. Сначала этот кружок регулярно посещали родственники основателя, потом и другие местные жители; некоторые из них там и остались, создали новый ашрам и религиозную школу. Ашрам дал женщинам возможность отказаться от супружеской жизни и занимать любые должности в нём, что вызвало недовольство и враждебность среди родственников участниц и других местных индуистов. В 1938 году это привело к акциям протеста, поджогам, насилию и судебным разбирательствам, из-за чего ашрам переехал в Карачи, но и там не удавалось полностью избежать конфликтов с местными жителями на религиозной почве, однако получилось жить в изоляции от общества, занимаясь монашескими духовными практиками. В 1950 году организация перебазировалась в Маунт-Абу, где до сих пор располагается её главный офис, и вскоре после этого возобновила миссионерскую деятельность, стала открывать новые центры в Индии, а затем и в других странах. В начале XXI века движение «Брахма Кумарис» насчитывало сотни тысяч последователей в десятках стран.
После смерти основателя в 1969 году и до настоящего времени движением управляет коллегиальный верховный орган, состоящий из 2-3 женщин; этому органу подчиняются региональные координаторы, а им — руководители местных центров. Движение старается не допускать единоличного диктата одного человека над остальными, придерживается стиля руководства, основанного на убеждении, сотрудничестве и консенсусе.
В учении «Брахма Кумарис» Единый Бог рассматривается как всеведущая и непорочная Верховная Душа, которая не воплощается ни в каком теле и может непосредственно общаться с другими душами; иных богов и прочих сверхъестественных существ нет. Бог, человеческие души и материя не были никем созданы и не возникали, а всегда были и никогда не перестанут существовать. Душа человека после смерти тела может пребывать рядом с Верховной Душой в Парамдхаме либо вновь родиться в человеческом теле на Земле, а другие живые существа бессмертных душ не имеют. Деяния в предыдущих жизнях создают карму, определяющую то, какой будет следующая жизнь, но вечное спасение души или окончательное освобождение от воплощений невозможно. Закон кармы выполняется сам по себе, Бог никого не судит и не карает, но любит всех людей и просвещает обратившихся к нему. Дьявола и ада не существует, причинами зла и страданий могут быть только невежество и пороки человека. Познав истину и избавившись от пороков в результате усердных занятий духовными практиками, любой человек сможет напрямую общаться с Богом, пребывать в блаженстве и счастье, правильными деяниями изменить к лучшему свою жизнь и отчасти окружающий мир, а после смерти в следующий раз родиться в новом «золотом веке» — Сатья-юге. Каждая из четырёх юг длится 1250 лет, переход от Кали-юги к новой Сатья-юге — примерно сто лет, и весь этот цикл (чатуръюга) бесконечно повторяется. В конце каждой чатуръюги всё погибает и разрушается, но затем мир восстанавливается в изначальном виде; «окончательный конец света» не наступит.
В учении «Брахма Кумарис» нет завершённого неизменного канона;  его источниками являются сведения, которые, по мнению сторонников, получал от Верховной Души Лекхрадж и продолжают получать медиумы организации; не все из них опубликованы.
Сторонники движения обычно питаются лактовегетарианской пищей, приготовленной ими самими или их единоверцами, соблюдают чистоту тела и помыслов, воздерживаются от получения информации о порочных наклонностях, совершения действий сексуального характера, курения табака, немедицинского употребления алкоголя и наркотиков. Активные участники каждый день занимаются медитацией и изучением откровений, полученных Лекхраджем и другими медиумами, стараются поддерживать общение в первую очередь с единомышленниками. При этом большинство из них продолжают жить и работать за пределами организации, и лишь немногие обитают в местных центрах «Брахма Кумарис» и полностью посвящают себя этому движению. Но для всех последователей Лекхраджа основными ценностями и жизненными задачами провозглашаются гъян (знание), йога (мысленное соединение), дхарна (усвоение положительных качеств) и сева (служение, общественная деятельность). Кроме духовных практик и миссионерской деятельности, движение «Брахма Кумарис» осуществляет проекты в области просвещения, энергетики, сельского хозяйства и здравоохранения, сотрудничает с ООН, ЮНЕСКО и ЮНИСЕФ, но не стремится стать политической организацией; некоммерческие организации сторонников «Брахма Кумарис» в разных странах действуют в различных организационно-правовых формах.
Хотя «Брахма Кумарис» возникло до появления движения нью-эйдж, оно имеет сходные черты. Сторонники других школ индуизма, а также синдхи, католики, православные и некоторые светские эксперты и антикультисты критиковали его за внесение разлада в семьи, негативное влияние на психику последователей, внутренние противоречия и изменения в учении, несбывшиеся предсказания, несоответствие деятельности заявленным целям.

## История

### Основатель
Организацию основал в 1936 году Дада Лекхрадж Кхубчанд Крипалани, в дальнейшем принявший имя Праджапита Брахма (современные последователи называют его именем Брахмабаба), почитаемый отцом человечества и физическим посредником между людьми и бестелесным богом. Сын сельского учителя, он стал бизнесменом и достиг успеха в торговле алмазами. До создания собственной религиозной школы Лекхрадж, как и его родители, был последователем индуистской школы пуштимарга — одного из направлений вайшнавизма. Он утверждал, что имел опыт многократных видений и изменённых состояний сознания, в которых видел бога Шиву и получил сообщение о наступлении нового Золотого Века, грядущем разрушении неправедности и зла в мире. Это побудило Лекхраджа к созданию новой религиозной организации, которую он возглавлял до конца своей жизни.

### Хайдарабад
Продав бизнес своему партнёру и вернувшись в город Хайдарабад провинции Синд, Лекхрадж сначала читал «Бхагавадгиту» родственникам и знакомым, вёл с ними философские беседы. Подобные неформальные малочисленные религиозные собрания тогда были распространённым явлением у индуистов Синда, но именно кружок Лекхраджа стал более популярным, его стали посещать не только родственники ведущего, и этот кружок стал называться «Ом Мандали» (IAST: om maṇḍlī — «Ом-кружок»), потому что собравшиеся вместе читали мантру «Ом» перед тем, как дискутировать о духовных вопросах в стиле традиционного сатсанга. Лекхрадж утверждал, что через него работает великая сила, и что многие из тех, кто приходили к нему на собрания, получили собственный духовный опыт . Большинство из них составляли женщины и дети из касты бхайбандов — богатых торговцев и других бизнесменов; их мужья и отцы часто бывали в длительных деловых поездках, и ходили слухи, что они в дальних краях позволяли себе внебрачные половые связи и другие сомнительные развлечения, в то время как их женщины в это время страдали в «домашнем заточении», откуда позволялось выходить только на семейные собрания родственников да ещё для посещения религиозных мест и некоторых церемоний. Часть этих женщин и несколько мужчин остались с Лекхраджем, основали новый ашрам и новую религиозную школу, которую он возглавлял до конца жизни. Женщины нередко приходили в ашрам вместе с детьми, и для детей была создана школа «Ом Нивас» (Om Niwas), дающая стандартное образование. По утверждениям сторонников БК, Лекхрадж проявлял высокое уважение к женщинам, нетипичное для того времени. Кроме чтения книг и философских дискуссий, в ашраме проводились религиозные танцы и песнопения.
В 1937 году Лекхрадж создал коллегиальный орган управления организацией — исполнительный комитет (англ. Managing Committee), в который вошла его жена, а также его 22-летняя ученица Радхе Покардас Раджвани, она же Ом Радхе и Сарасвати, вскоре избранная президентом организации, и ещё семь женщин. Ом Радхе многие участницы «Ом Мандали» называли «Мамой» (Mama) за её глубокие духовные познания, усердные аскетические практики и природные лидерские качества — несмотря на то, что по возрасту она была младше многих из них. В начале 1938 года Лекхрадж передал этому комитету всё своё состояние, и так же поступили несколько девушек и женщин из множества вступивших в «Ом Мандали». В августе того же года Лекхрадж создал и зарегистрировал трест Avinashi Gyān Yagya («неугасимый жертвенный огонь мудрости»), который стал официальным владельцем всего имущества организации, снаружи по-прежнему известной как «Ом Мандали». В руководстве треста также были молодые женщины, в том числе пятнадцатилетняя сестра Рама, позднее известная как Дади Кумарка, назначенная наследницей Лекхраджа. Женщинам и девушкам было доверено не только материальное, но и духовное руководство, они могли становиться учительницами.
В окружающем их патриархальном индийском обществе подобное случалось крайне редко, если вообще случалось — чтобы женщина оказалась в роли учителя или наставника. Кроме того, «Ом Мандали» выступала в поддержку некоторых прав и свобод женщин, в том обществе не принятых, утверждала, что девушка может отказаться вступать в брак, и даже замужняя женщина вправе избегать интимной близости с мужем. В большинстве индуистских и буддистских традиций целибат сам по себе оценивается положительно, однако право на собственный выбор между супружеской жизнью и половым воздержанием признаётся лишь за мужчинами, а для женщины только её муж может быть гуру, дающим наставления в вопросах духовной и плотской жизни. Вопреки традициям, множество молодых замужних женщин после посещения ашрама «Ом Мандали» вдохновлялись идеями духовности и давали клятву придерживаться целибата. Среди местных жителей распространилось враждебное отношение к «Ом Мандали», особенно среди коллег Лекхраджа — богатых торговцев, нацеленных на благополучную жизнь со всеми её материальными удобствами и удовольствиями, в том числе сексуальными; большинство из них не желали давать и выполнять обеты целомудрия ради лучшей будущей жизни, а тем более не признавали права своих жён на отказ от секса по религиозным соображениям. Лекхрадж же учил, что после вступления в «Ом Мандали» мужу и жене не нужно ссориться и расставаться, а лучше оставаться вместе и любить друг друга асексуальной духовной любовью, подражая легендарным Нараяне и Лакшми. Но мало кто из мужчин, даже искренне верующих, был готов на такое. Это привело к конфликтам и разрывам во многих семьях. Одних последовательниц Лекхраджа их мужья выгоняли из дома, других женщин их родные лишали свободы, запирали в одиночном заточении, избивали, силой принуждали есть мясо и заниматься сексом. Были случаи, когда мужья или родственники этих женщин обращались в правоохранительные органы, пытаясь обвинить Лекхраджа в похищении и насильственном удержании людей. Его защитницей на суде была Ом Радхе.
Однако малочисленный ашрам Лекхраджа в первый год его существования не подвергался нападениям. Ситуация изменилась в 1938 году, когда одна из дочерей Лекхраджа вышла замуж за мужчину из семьи Мукхи Мангхарама (Mukhi Mangharam) из джати бхайбанд, но потом не желала сидеть дома и часто ходила в отцовский ашрам заниматься духовными практиками. Враждебность усилилась, когда Лекхрадж решил другую свою дочь выдать замуж за представителя другого джати, которого посчитал более добродетельным и достойным, чем любого из знакомых ему бхайбандов.
Мукхи Мангхарам создал противодействующую организацию, известную как «Комитет анти-Ом-Мандали» (англ. Anti-Om Mandali Committee), которую последователи Лекхарджа назвали «Антипартией» (Anti‐Party). Противодействующие стали распространять пропаганду против «Ом Мандали» среди более консервативных социальных групп и в местных газетах, обвиняя новую религиозную организацию в намерении отменить священный институт брака, а лично Лекхраджа — в колдовстве, разврате, а также в том, что он создал культ и осуществляет контроль над своим сообществом посредством гипноза.
21 июня 1938 года этот комитет устроил пикет около здания «Ом Мандали»; пикетчики перекрыли вход и не пускали туда членов общины. Это вызвало значительное возмущение в местном обществе. Посещение детьми ашрама и их обучение на территории ашрама было полностью исключено, так как воздействие транса на детей вызывало всеобщее беспокойство. Было совершено несколько попыток поджога зданий, принадлежавших «Ом Мандали», в связи с чем полиция арестовала нескольких человек. Пикет также вызвал расследование, в ходе которого уголовные обвинения были предъявлены обеим сторонам конфликта. 16 августа 1938 года местный окружной магистрат (англ. District Magistrate) запретил собрания «Ом Мандали». 21 ноября того же года запрет был отменён решением Суда судебного комиссара Синда (Court of the Judicial Commissioner of Sind), в который решение магистрата было обжаловано. Причём, что довольно необычно, судьи апелляционной инстанции прямо критиковали окружной магистрат за то, что тот пристрастно применял закон и пытался наказать потерпевших за нарушение общественного порядка, вызванное действиями преступников.
Но «Ом Мандали» по-прежнему опасалась новых преследований, конфликтов и насилия в Хайдарабаде и приняла решение о переезде ашрама.

### Карачи
Лекхрадж арендовал дом на берегу океана в районе Клифтон (англ. Clifton) города Карачи — столицы провинции Синд, тогда принадлежавшей Британской Индии, а ныне — Пакистану. Вместе с лидером туда переселились примерно 300 членов организации. «Комитет анти-Ом-Мандали» последовал за ними, но на новом месте конфликт ашрама с окружающим обществом был уже не таким острым.
Однако многие члены местной общины синдхов относились к «Ом Мандали» столь же отрицательно, как и многие жители Хайдарабада, и по тем же основным причинам. Синдхи так же считали, что женщины не должны получать слишком высокий социальный статус, и так же обвиняли последователей Лекхраджа в нарушении семейного покоя и разрушении семей; с некоторыми замужними женщинами стали крайне плохо обращаться в собственных семьях. Депутаты-индусы, входившие в Ассамблею Синда, грозились уйти в отставку, если «Ом Мандали» не будет объявлена вне закона. 31 марта 1939 года правительство Синда назначило специальный трибунал для расследования деятельности «Ом Мандали». Сама «Ом Мандали» отреагировала на это изданием книги «Разве это правосудие?» (англ. Is this Justice?) с критикой данного трибунала, который, по мнению авторов, не имел конституционных оснований своей деятельности и выносил решения, не заслушав свидетельства «Ом Мандали». В мае того же года по результатам расследования, проведённого спецтрибуналом, власти восстановили запрет деятельности «Ом Мандали», объявив её «незаконной ассоциацией» согласно статье 16 Поправки 1908 года к Уголовному закону (англ. section 16 of the Criminal Law Amendment Act 1908). Индусские лидеры из состава правительства продолжили давление, и группе было предписано освободить занимаемое помещение.
Однако «Ом Мандали» продолжала проводить свои сатсанги, и власти не могли или не хотели прекратить их. Предположительно из-за этого «Комитет анти-Ом-Мандали» нанял киллера, чтобы убить Лекхраджа, но покушение не удалось. После этого подобных посягательств на «Ом Мандали» уже не было, и несмотря на непонимание и враждебность окружающего общества, насельники ашрама сумели достаточно изолироваться от этого общества, чтобы жить по своим правилам. Денег, пожертвованных Лекхраджем и другими, ещё хватало на обеспечение небогатой жизни ашрама, иногда поступали новые пожертвования от сочувствующих родственников членов организации, новообращённых и других сторонников. В течение четырнадцати лет после завершения переезда в Карачи организация не вела публичной деятельности, стала уделять больше внимания обучению, чем религиозным практикам, и потому решила переименоваться из «Ом Мандали» во «Всемирный духовный университет „Брахма Кумарис“».
Скорее всего, именно тогда, в 1940-е годы, когда Лекхрадж и его последователи жили в строгой изоляции от мирского общества, были обеспечены необходимым материальным и могли уделять бо́льшую часть своего времени духовному, ими были разработаны основы учения «Брахма Кумарис» и опробованы на опыте различные религиозные и организационные практики, обеспечившие международный успех движения в дальнейшем. Насельники ашрама считали, что они как бы умерли для своих мирских семей и заново родились в духовной семье, отцом которой стал Лекхрадж, а матерью — Ом Радхе. Лекхрадж давал новые имена принятым в его общину. Повседневная внутренняя жизнь каждого была весьма строго регламентирована. Будили всех рано утром, включая запись религиозной музыки. День начинался с занятия йогой, затем слушали мурли Лекхраджа. Далее большую часть дня занимали различные хозяйственные и другие работы по поддержанию жизнедеятельности коммуны, после полудня давалось время отдыха, и день завершался вечерними занятиями йогой и религией. Некоторые члены общины поочерёдно уходили на «недели тишины». Проходящий эту практику участник освобождался от других дел, питался одними фруктами и занимался йоговскими упражнениями, медитацией и другими духовными делами почти непрерывно, насколько мог. Поскольку в общежитном ашраме каждый находился на виду у других и редко когда мог быть в одиночестве и что-то сделать незаметно, малейший грех или нарушение правил немедленно замечались. Среди насельниц ашрама были даже «дочери вести» (англ. message-daughters, IAST: sandesh putrīs), которые якобы могли видеть или чувствовать скрытые проступки и низкие желания в других людях. Виновный в любом прегрешении или даже в желании совершить таковое должен был признаваться на вечернем собрании перед Лекхраджем, Ом Радхе и всей общиной. Жители того ашрама и сторонники «Брахма Кумарис» в последующие времена часто сравнивали себя с армией Пандав из «Махабхараты», и такую почти военную дисциплину объясняли тем, что они — тоже своего рода армия, ведущая ненасильственную войну против пороков и скверны, которыми полна жизнь в современном мире.

### Маунт Абу
В 1947 году произошёл раздел Британской Индии, в результате которого город Карачи и вся провинция Синд оказались в мусульманском государстве Пакистан, что вынудило многих индуистов эмигрировать оттуда. «Брахма Кумарис» оставили в покое, но руководители организации всё-таки решили переезжать в Индию. В апреле либо в мае 1950 года состоялся переезд из Карачи в город Маунт Абу штата Раджастхан, где штаб-квартира движения, называемая его последователями «Мадхубан» (медовый лес), располагается по сей день. 1950-е годы были экономически трудными для организации. Средства Лекхраджа и других основателей организации к тому времени были уже израсходованы, новые пожертвования позволяли лишь кое-как выжить; возможно, «Брахма Кумарис» сохранилось благодаря одному крупному анонимному пожертвованию. Многие женщины вернулись из организации к своим семьям, но около 300 человек остались и продолжали усердно заниматься духовной учёбой, медитацией и самосовершенствованием; они назвали тот период «нищенским» и одновременно «четырнадцатилетнем бхатти (горением)», сравнивали себя с Пандавами, прожившими двенадцать лет изгнанниками в джунглях.
Поначалу в Маунт Абу Лекхрадж и его последователи жили в такой же изоляции от мирского общества, как в Карачи, но потом постепенно возобновили миссионерскую и просветительскую деятельность. Уже с 1950 года малые группы духовных сестёр направлялись из Мадхубана в разные части Индии для проведения семидневных базовых курсов медитации и упрощённой раджа-йоги, утренних и вечерних медитаций, а в 1952 году «Брахма Кумарис» создало первые медитационные центры за пределами Мадхубана — в Дели и Мумбаи. Почему Лекхрадж и другие лидеры приняли решение «вновь открыться миру», точно неизвестно; вероятно, они опасались медленного угасания малочисленной изолированной группы целибатников; свою роль могло сыграть и то, что в Маунт Абу не было тех синдхов с предубеждениями, которые противодействовали Лекхраджу в Хайдарабаде и Карачи, и новая социальная среда оказалась более благоприятной для его последователей. До 1969 года малые группы сестёр приезжали проводить семидневные курсы в индийские города, где ещё не было учебно-медитационных центров «Брахма Кумарис», пока «Брахма Кумарис» не распространилось по всей Индии.
Самые крупные из местных центров «Брахма Кумарис» стали постоянно действующими и были названы «духовными музеями» или «центрами раджа-йоги»; первый из них открылся в 1953 году в Дели. Они, как правило, располагаются на видных местах в крупных городах Индии. В таком центре обычно устраивается выставка картин с сюжетами на тему учения «Брахма Кумарис» и работают экскурсоводы — участники движения; в нём же утром и вечером проводятся занятия медитацией.
24 июня 1965 года умерла Ом Радхе, а 18 января 1969 года ушёл из жизни Лекхрадж. В 1999 году в Австралии Дади Кумарка рассказала, что Лекхрадж, почувствовав приближение смерти, позвал её и сказал, что теперь руководить «Брахма Кумарис» будет она совместно с Диди Манмохини. По словам другого участника БК, не раскрывшего своего имени, незадолго до смерти Лекхрадж впал в медиумический транс, и через него с участниками движения говорили Шива и Верховная Душа. Было сказано, что после смерти основателя руководить движением будут совместно две женщины из числа давних участниц БК. Сразу же после смерти Лекхраджа видения и трансовые состояния начались сразу у многих участников движения в разных центрах, что грозило рассредоточением «священной власти» и расколом организации. Однако каким-то образом этого удалось избежать, и большинство последователей Лекхраджа признали, что Шива может одновременно войти в тело только одной женщины — опытной участницы движения, причём это будет происходить только в определённые периоды времени в Маунт Абу. К тому моменту отношения «Брахма Кумарис» с внешним миром радикально изменились: из малочисленной замкнутой монашеской общины оно превратилось в намного более крупное религиозное движение, ведущее активную миссионерскую деятельность, продолжившуюся и после смерти основателей, несмотря на отсутствие преемственности гуру.
В Западной Европе и Северной Америке интерес к «Брахма Кумарис», как и к другим новым религиозным движениям, усилился на волне молодёжных протестов в 1968 году. В 1971 году открылись отделения «Брахма Кумарис» в Гонконге и Лондоне, с которого началось распространение движения в западных странах. В 1974 году открылось первое германское отделение во Франкфурте-на-Майне, в 1978 — отделения в Нью-Йорке и Сан-Франциско. Также в 1970-х годах появились центры в Канаде, Австралии, Японии, Новой Зеландии и других странах. В Польше первый центр был создан в начале 1980-х годов; в 2016 году центры «Брахма Кумарис» действовали в Варшаве, Гданьске, Лодзи, Катовице и Кракове, постоянных членов движения в стране было всего несколько десятков, а живущих в центрах — несколько человек. В СССР первый центр появился в 1989 году, когда представители «Брахма Кумарис» приехали по приглашению АН СССР и прочитали лекции в МГУ; через десять лет в странах бывшего СССР было 11 центров, из них 6 — в России. В Беларуси в 2006 году действовали центры в Минске и Бресте. В Европе «Брахма Кумарис» наибольшее распространение получило в Великобритании, где к началу XXI века было создано более 50 местных центров, подчинённых головному офису в Лондоне.
В середине 1980-х годов в Индии было порядка ста тысяч последователей «Брахма Кумарис», что по меркам этой страны немного, однако это новое религиозное движение стало более заметным в обществе, особенно в городах на севере Индии, чем другие индийские религиозные организации, и привлекало новообращённых намного активнее других школ индуизма, потому что уже c 1964 года оно активно участвовало в популярных художественных выставках и конференциях на тему мира и сотрудничества, привлекавших внимание прессы, и само организовывало их. На таких мероприятиях учение «Брахма Кумарис» упрощённо представлялось публике через плакаты с изображениями разрушения мира, грядущего земного рая и других основных положений вероучения; там же можно было приобрести литературу и получить приглашение в местный центр. В 1986 году в Маунт Абу проводилась конференция по проблемам всеобщего мира, на которой присутствовали более 3000 делегатов из 60 стран.
Штаб-квартира организации в Маунт Абу со временем стала крупным ашрамовым комплексом, в котором, по утверждениям самих «Брахма Кумарис», организация принимает по 2,5 миллионов человек в год. Там было возведено несколько лекционных залов, общежитий и административных зданий, c 1989 года действует некоммерческая больница. У «Брахма Кумарис» появилась собственная радиостанция и телевизионный канал, вещающие на Индию.
В начале XXI века «Брахма Кумарис» получали поддержку президента Мексики Висенте Фокса, и члены правительства этой страны изучали медитативную практику и философию движения на курсе «лидерство в самоуправлении» (англ. Self Management Leadership), проводимом Оксфордской академией лидерства (англ. Oxford Leadership Academy), но основанном на идеях «Брахма Кумарис». 90 подготовленных преподавателей обучали около 25 тысяч высокопоставленных мексиканских чиновников.
По данным веб-сайта организации, не менявшимся с 2007 по 2022 год, организация имела 825 тысяч студентов и более 8500 центров в 100 странах и территориях. По данным независимых источников, численность изменялась от 35 000 в 1993 до 400 000 в 1998 и 450 000 в 2000 году; однако не все формально состоящие в организации действительно разделяли её мировоззрение.
В феврале 2015 года большинство центров «Брахма Кумарис» действовали в домах последователей, среди которых становилось всё больше представителей среднего и высшего класса.

## Учение
Движение «Брахма Кумарис» не отрицает своего индуистского происхождения, но идентифицирует себя как нечто отдельное от индуизма; утверждает, что является не столько религией, сколько «проводником духовного учения» (англ. vehicle for spiritual teaching).
Большая часть учения «Брахма Кумарис» не обнародована в общедоступных публикациях и даётся только в учебно-медитационных центрах авторизованными руководством движения преподавателями, считающими, что студент может достичь достаточного понимания лишь на очных занятиях с ними и на собственном опыте, а не просто читая тексты. Однако материалы вводного семидневного курса были опубликованы на английском языке в 1996 году в Маунт Абу.